# Société générale des voitures automobiles Otto
Pour les articles homonymes, voir Otto et Culmen.
La Société générale des voitures automobiles Otto est un constructeur automobile français.

## Production

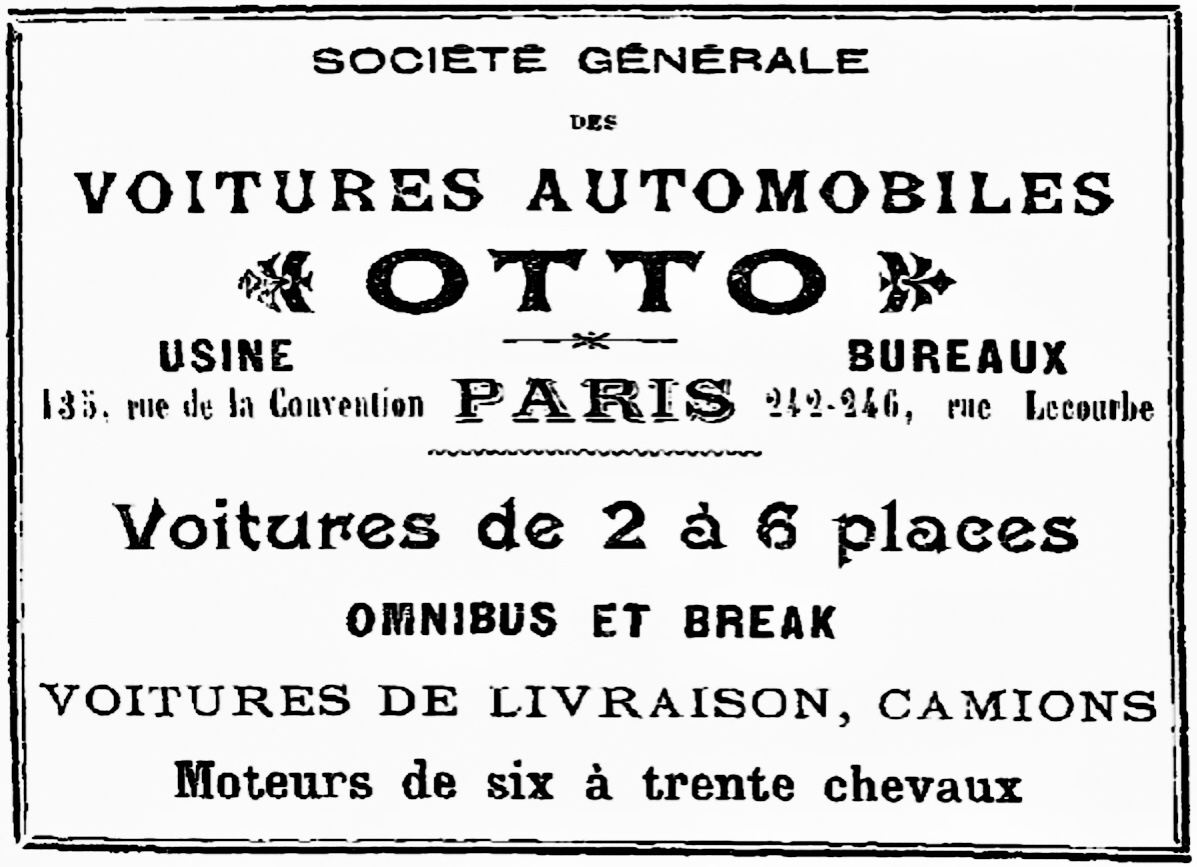
Otto (1900).

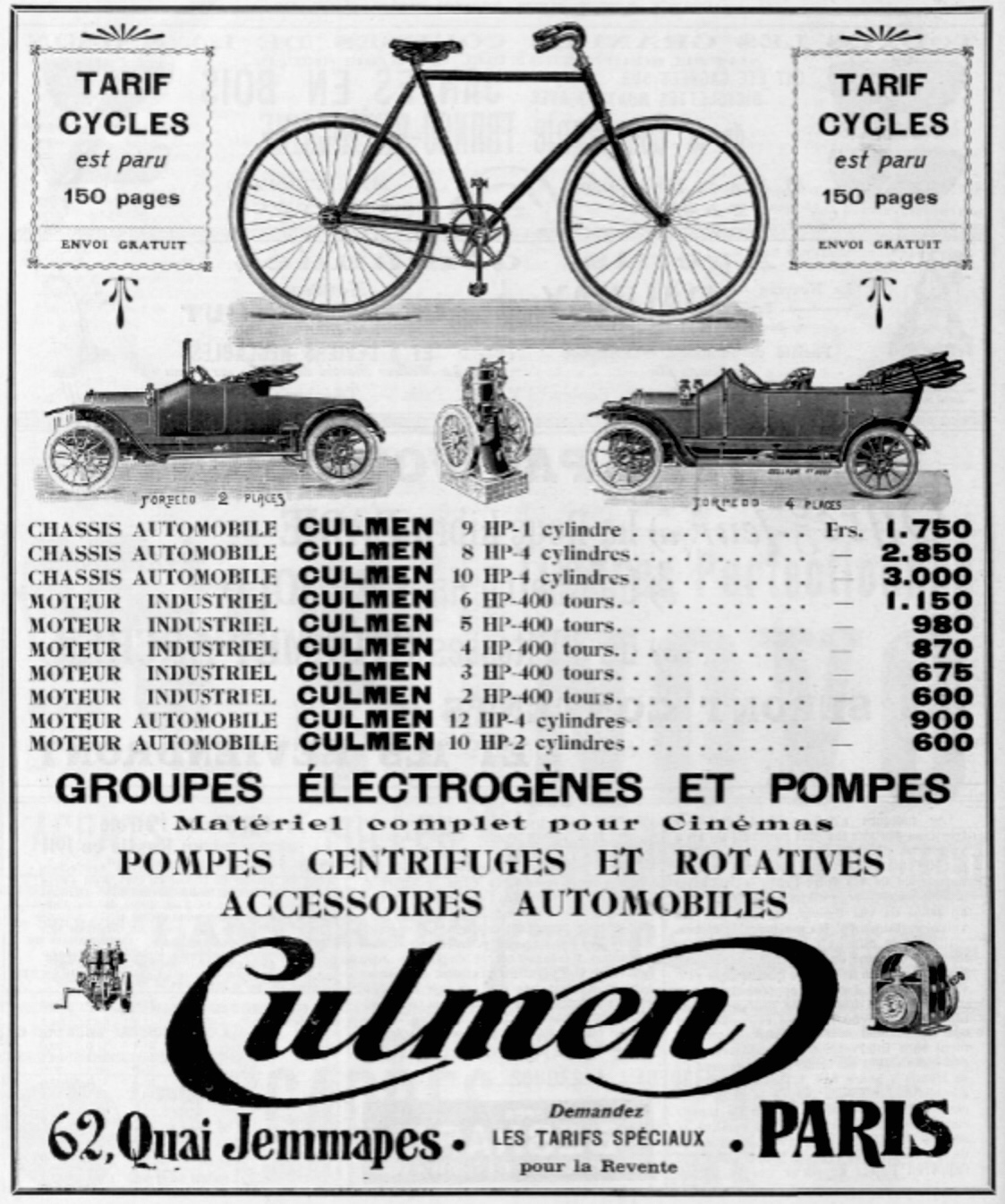
Culmen.

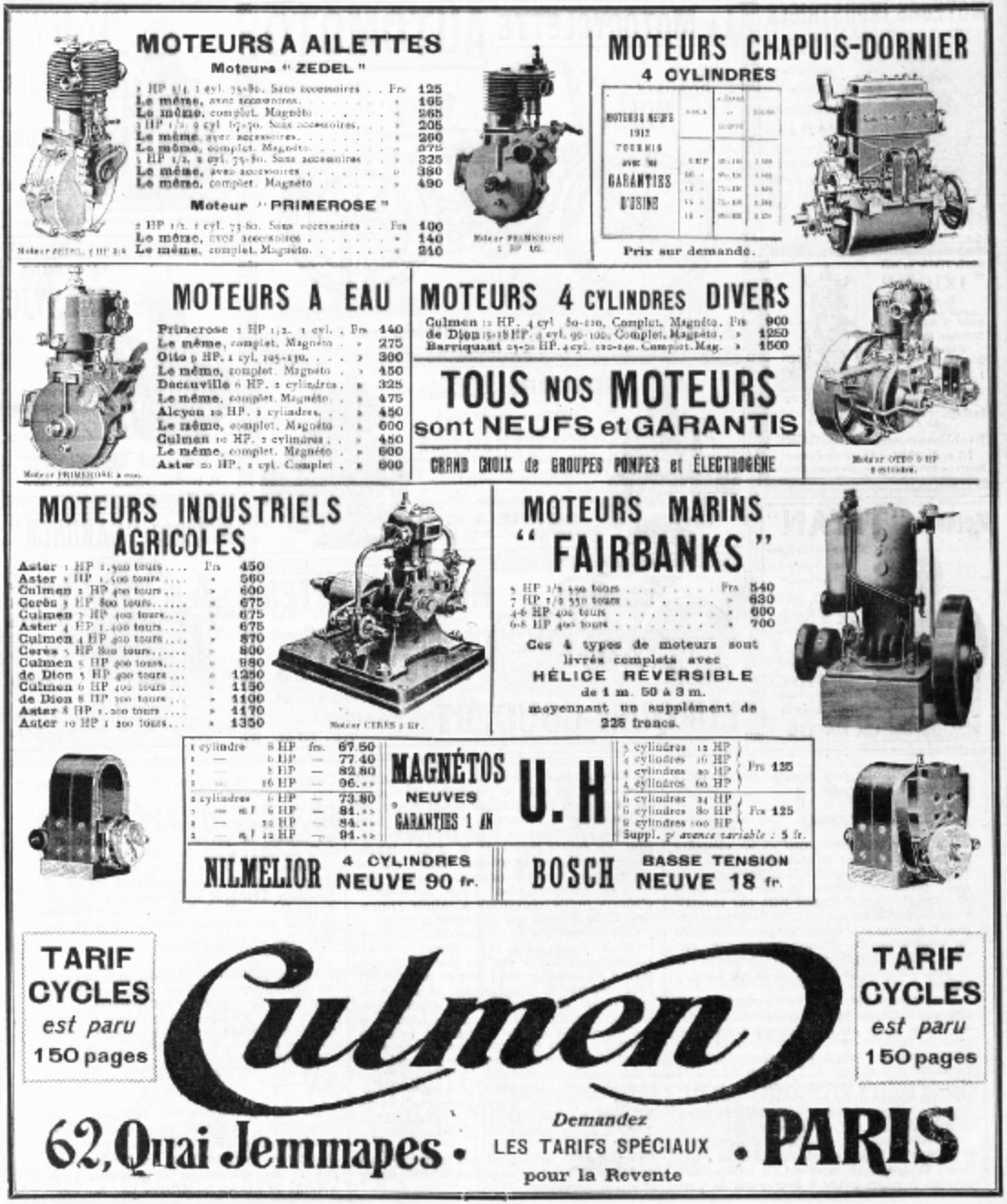
Commerce de moteurs Culmen.

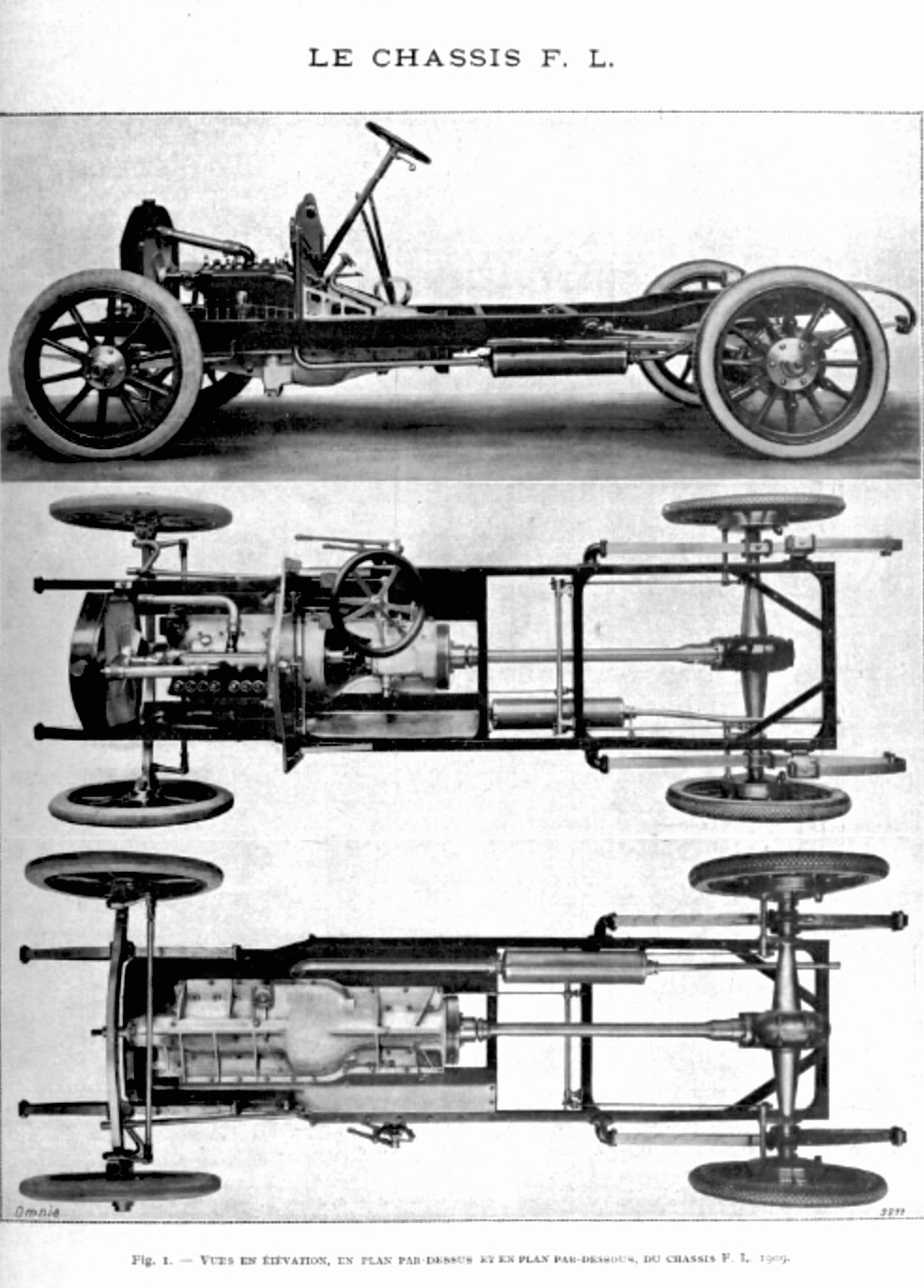
Chassis FL.

L’entreprise basée à Paris a commencé à produire des automobiles en 1900. Le nom de la marque était Otto; Culmen et FL. L’usine était située au 62 Quai de Jemmapes ou 135 Rue de la Convention . Le nom de marque Otto a été utilisé de 1900 à 1914.
Initialement, les modèles 10 CV étaient produits avec un moteur deux cylindres et 20 CV avec un moteur quatre cylindres. Les deux modèles avaient une transmission par chaîne sur l’essieu arrière. En 1902, une 10 CV à moteur quatre cylindres remplace la 20 CV, et en 1907, une 30 CV est proposée.
Le nom de marque Culmen a été utilisé de 1907 à 1913.
Un véhicule avec son propre moteur monocylindre de 1125 cm³ et 9 Hp était disponible en châssis pour seulement 1750 francs.
Les modèles à moteur quatre cylindres étaient équipés de moteurs Chapuis-Dornier. Un moteur d’une cylindrée de 1460 cm³ à partir d’un alésage de 65 mm et d’une course de 110 mm avec 8 HP et d’une cylindrée de 1725 cm³ à partir d’un alésage de 65 mm et d’une course de 130 mm avec 10 HP étaient disponibles en châssis pour respectivement 2850 francs et 3000 francs.
Henri de la Fresnaye de Levallois-Perret produit des petites voitures de la marque FL. entre 1908 et fin 1909. À partir de 1909, Otto reprend la production. Le modèle 12/16 CV était équipé d’un moteur quatre cylindres d’une cylindrée de 2010 cm³ et d’une puissance de 13 ch. En 1911 ou 1912, le modèle 18/24 CV avec un moteur six cylindres et une cylindrée de 3015 cm³ est également sorti. Les véhicules FL ont été produits jusqu’en 1914.
La production s’est terminée en 1914.